# Montgomery (Teksas)
Montgomery – miasto w Stanach Zjednoczonych, w stanie Teksas, w hrabstwie Montgomery.